# Wiktor Jakób
Wiktor Jakób (ur. 30 maja 1886 we Lwowie, zm. 5 lipca 1971 w Krakowie) – polski chemik, specjalizujący się w chemii nieorganicznej.

## Biografia
Maturę zdał w Krakowie w 1908, studiował na Uniwersytecie Lwowskim. Studia ukończył w 1912 i w latach 1912–1913 pracował w Katedrze Chemii Nieorganicznej Uniwersytetu Lwowskiego, a następnie był nauczycielem w gimnazjum we Lwowie (1913-1919) i adiunktem w stacji Chemiczno-Rolniczej w Dublanach (1919-1925). W 1923 uzyskał stopień doktora w zakresie chemii nieorganicznej na Wydziale Chemicznym Politechniki Lwowskiej. Habilitował się w 1924 r. Profesorem nadzwyczajnym chemii nieorganicznej został w 1926 i objął kierownictwo Katedry Chemii Nieorganicznej Politechniki Lwowskiej. W roku 1936 został mianowany profesorem zwyczajnym. W czasie okupacji niemieckiej był nauczycielem Technische Fachkurse we Lwowie. Pod koniec wojny wyjechał wraz z rodziną ze Lwowa i osiedlił się w powiecie brzeskim, W 1945 przystąpił do organizowania Wydziału Chemicznego Politechniki Śląskiej, kierował Katedrą Chemii Nieorganicznej w latach 1945–1952. W 1950 został powołany na stanowisko kontraktowego profesora zwyczajnego chemii nieorganicznej na Wydziale Matematyczno-Przyrodniczym Uniwersytetu Jagiellońskiego i na kierownika Katedry Chemii Nieorganicznej UJ, którą kierował w latach 1951–1960.
Był założycielem polskiej szkoły chemii koordynacyjnej, którą później rozwijała we Wrocławiu prof. Trzebiatowska, prowadził badania związków kompleksowych, głównie kobaltu, manganu, molibdenu i wolframu.
Został odznaczony Krzyżem Oficerskim Orderu Odrodzenia Polski (1951).
Pochowany został na cmentarzu Rakowicikm w Krakowie